# باشگاه فوتبال مصر المقاصه
باشگاه فوتبال مصر المقاصه (انگلیسی: Misr Lel-Makkasa SC) یک باشگاه فوتبال مصری است که در لیگ برتر فوتبال مصر بازی می‌کند.